# Sigurd Kappe
Sigurd Kappe er en semi-mytisk person, der skulle være søn til jarl Vesete af Bornholm, og som optræder i de nordiske sagaer. Han skulle have levet i slutningen af 900-tallet.
Sigurd skulle være blevet optaget blandt jomsvikingerne samen med sin bror Bue Digre. Han deltog under slaget ved Hjörungavágr i år 986. Efter dette slog han sig ned på Bornholm sammen sin hustru Tove, der var datter til den skånske jarl Strut-Harald.